# شهرام اعظم
شهرام اعظم پزشک ایرانی مشغول به خدمت در بیمارستان بقیةالله سپاه پاسداران بود که در سال ۱۳۸۳ پس از خروج از ایران طی مصاحبه‌ای با رسانه‌ها اعلام کرد که زهرا کاظمی خبرنگار ایرانی - کانادایی در زندان تحت شکنجه و تجاوز قرار گرفته و به همین سبب کشته شده‌است. اظهارات وی در پروندهٔ جنجالی مرگ این خبرنگار، بازتاب فراوانی یافت. برخلاف درخواست خانوادهٔ زهرا کاظمی و دولت کانادا، مقامات ایران حاضر به انتقال جسد وی به کانادا یا معاینهٔ آن توسط پزشکان بی‌طرف نشده و جسدش را بلافاصله در شیراز دفن کردند.

## خروج از ایران
وی با وثیقه قرار دادن منزل خود در تهران موفق شد که مجوز خروج از ایران را دریافت کند. وی که به‌عنوان پزشک کشیک بیمارستان، زهرا کاظمی را معاینه کرده‌است پیرامون وضعیت وی پس از انتقال به بیمارستان گفت:
 زهرا کاظمی در شبی که به بخش مراقبت‌های ویژهٔ بیمارستان بقیةالله تحویل داده شد، بیهوش بود و با تخت روان حمل می‌شد. قاضی کشیک زندان اوین، در معرفی‌نامهٔ خانم کاظمی نوشته بود که وی دچار ناراحتی گوارشی و استفراغ خونی است و وی به همین دلیل از پرستار خواسته‌است با فرستادن لوله‌ای به معدهٔ خانم کاظمی امکان وجود خون تازه را در آن بررسی کند اما هنگامی که پرستار متوجه شده که لوله، به‌دلیل شکستگی بینی بیمار از گلوی وی عبور نمی‌کند، وی آغاز به معاینهٔ بدن بیمار می‌کند و درمی‌یابد که روی صورت او آثار متعددی از ضرب و شتم و کبودی وجود دارد. استخوان بینی خانم کاظمی کاملاً شکسته و از هم بازشده بود، روی سر و گردن، اطراف بینی و در قسمت جلو و سمت راست پیشانی‌اش که به سمت گیجگاه منتهی می‌گردید کبودی‌های موضعی دیده می‌شد، پشت سرش تورم نرمی لمس می‌شد و در معاینهٔ چشمانش علائمی حاکی از صدمات داخل جمجمه‌ای مشاهده می‌گردید.

پردهٔ گوش چپ زهرا کاظمی در قسمت فوقانی، کاملاً متلاشی شده بود و این صدمه کاملاً تازه به‌نظر می‌رسید. او در ادامهٔ توضیح خود از معاینهٔ بدن زهرا کاظمی می‌گوید که پشت گردن او سه خراشیدگی موازی دیده که به‌نظر می‌رسید جای چنگ‌گرفتگی باشد و علاوه بر صدماتی که در ریه و دنده‌های او مشاهده کرده متوجه زخم‌ها و کبودی‌هایی پشت سینهٔ او شده که می‌توانسته‌است ناشی از شلاق باشد. دکتر اعظم کبودی‌های دیگری از روی بازوی سمت راست تا شانهٔ راست و از ساعد دست سمت چپ تا نزدیک مچ او را توصیف می‌کند و می‌افزاید که انگشت‌های میانی و کوچک دست راست و انگشت میانی دست چپ او شکسته شده بوده و انگشت‌های شست و اشارهٔ دست چپش ناخن نداشته‌است. وی ادامه می‌دهد که مفصل زانوی راست زهرا کاظمی متورم بوده و پشت آن کبودی وجود داشته که این موضوع حاکی از آسیب‌دیدگی داخلی زانو بوده، انگشت شست پای راستش کاملاً له شده بوده و انگشت‌های سوم و چهارم پای چپ او ناخن نداشته و کف پای او کاملاً متورم بوده و کبود شده که از ضربات شلاق حکایت می‌کرده‌است. دکتر اعظم در ادامه از زخم‌های نواری‌شکلی با طول هفت تا نه سانتی‌متر و عرض حدود یک سانتی‌متر در پشت هر دو ساق پای خانم کاظمی صحبت می‌کند و می‌گوید در نشیمنگاه او کبودی گردی به قطر بیش از هفت سانتی‌متر و در بخش تحتانی شکم وی کبودی دیگری وجود داشته که به‌سوی اندام تناسلی وی امتداد می‌یافته و پرستار زنی که به معاینهٔ این اندام پرداخته، از آسیب‌دیدگی شدید آن به وی گزارش داده‌است. ضرباتی که به بدن زهرا کاظمی وارد آمده در زمان‌های مختلف رخ داده و وی طی دوره‌ای چندروزه مورد ضرب و شتم و شکنجه قرار داشته‌است.
در پی مصاحبهٔ وی دولت کانادا بار دیگر بر موضع خود مبنی بر قتل زهرا کاظمی و نقش مؤثر سعید مرتضوی تأکید کرد. قوه قضائیه جمهوری اسلامی حاضر به بررسی نقش سعید مرتضوی در این پرونده نشد و اتهامات را متوجه زمان کوتاهی که وی در بازداشت وزارت اطلاعات بوده کرد و یکی از پرسنل این وزارت را به‌اتهام قتل غیرعمد محاکمه کرد. گرچه وی نیز تبرئه شد و علت مرگ زهرا کاظمی، «حادثه» اعلام شد. پس از اعتراض وکلای خانوادهٔ زهرا کاظمی، دادگاه تجدیدنظر این پرونده، پس از گذشت چندین سال همچنان ادامه دارد.